# Гилермо дел Торо
Гилермо дел Торо Гомес (на испански: Guillermo del Toro Gómez) е мексикански режисьор, продуцент, сценарист, писател и дизайнер на специални ефекти.
Носител e на награди БАФТА, „Сатурн“, „Бодил“, „Гоя“, Хюго“ и номиниран за награди „Оскар“ и „Златна палма“. Известни филми режисирани от него са „Кронос“, „Мимикрия“, „Блейд 2“, „Хелбой“, „Лабиринтът на фавна“, „Хелбой 2: Златната армия“, „Огненият пръстен“ и други.

## Биография
Гилермо дел Торо е роден на 9 октомври 1964 г. в Гуадалахара, Халиско, Мексико където е бил отгледан от своята баба, изключително консервативна и набожна католичка. Още от малък той показва забележително увлечение към киното и най-вече към приказките и към готическите ужаси. Сред тях най-дълбоки следи в него са оставили „Шофьор на такси“ на Скорсезе, „Черна неделя“ на Марио Бава, „Нощта на живите мъртви“ на Джордж Ромеро и класическите филми на ужасите от 60-те години на ХХ век.

## Кариера
Той започва да снима свой собствени късометражни филми на Супер 8 още на 8-годишна възраст, докато учи в йезуитското училище и мечтае един ден да стане режисьор. Въпреки това младият дел Торо първо поема по пътя на специалните ефекти, след като се премества в САЩ и се записва на курсове при легендарния Дик Смит. Завръщайки се в родината си през 1986 година, въпреки че е само на 21 години, на дел Торо е предложено да стане продуцент на Dona Herlinda and Her Son от неговия ментор Джейми Хумберто Хермосийо, един от най-уважаваните мексикански режисьори. По същото време той създава своя собствена компания за специални ефекти – Necropia, с която участва в снимането на над 20 игрални филма. Същевременно започва да посещава лекции по кино, докато работи като журналист. Някой от неговите статии са публикувани в едни от най-престижните вестници в Мексико.
Той дори успява да намери време да напише и публикува книга за филмите на Алфред Хичкок – един от любимите му режисьори. През 1992 година, след години работа в Мексиканската телевизия, Дел Торо най-накрая успява да намери бюджет за да направи своя първи филм – „Кронос“. Модерно представяне на мита за вампирите, „Кронос“ е приет и възхваляван от критиците по целия свят, печелейки огромен брой международни награди, между които престижната Награда на Критиката в Кан и наградите Ариел на Мексиканската академия за филмови изкуства и науки. Аплодисментите на критиката за „Кронос“ отварят пътя за Дел Торо, който пет години по-късно прави първият си филм за Холувуд – „Мимикрия“.
За Дел Торо работата с Мирамакс по този филм представлява огромно разочарование, но въпреки това той е благодарен, защото успява да натрупа опит и да се учи от грешките си. Той се връща в Мексико и основава своя собствена продуцентска компания, за да има по-голям контрол над филмите си. В този момент братята Алмодовар съзират изключителният талант на Дел Торо и му предлагат да направи един нискобюджетен филм на ужасите в Испания. Обезсърчен от холивудския си опит, Дел Торо незабавно приема предложението и се възползва от него, за да направи един много по-личен филм. Това е The Devil’s Backbone – проект, който той е замислял повече от 15 години, дори преди идеята за „Кронос“. Под маската на една призрачна история той представя един детски свят, който се сблъсква с действителността на войната.
Също както „Кронос“, The Devil’s Backbone печели на режисьора огромен брой награди. Следващата година, отново привлечен от Холивуд, Дел Торо се съгласява да режисира „Блейд 2“ с Уесли Снайпс. Филмът достига незабавно огромен успех в бокс-офисите по целия свят, надминавайки дори очакванията на New Line Cinema.
Този успех позволява на дел Торо да се насочи към нов проект – „Хелбой“, който режисьорът се опитва да „съживи“ от седем години. Завършеният филм се счита за една от най-успешните и най-добре направени адаптации по комикс в историята на киното. За да може да довърши изцяло „Хелбой“, Дел Торо отклонява предложенията да снима „Блейд 3“ и „Хари Потър и затворникът от Азкабан“.

## Избрана филмография
| Година | Филм                          | Оригинално заглавие                       | Режисьор | Сценарист | Продуцент | Бележки      |
| ------ | ----------------------------- | ----------------------------------------- | -------- | --------- | --------- | ------------ |
| 1985   |                               | Doña Lupe                                 | Да       | Да        |           | късометражен |
| 1987   |                               | Geometría                                 | Да       | Да        | Да        | късометражен |
| 1993   | Кронос                        | Cronos                                    | Да       | Да        |           |              |
| 1997   | Мимикрия                      | Mimic                                     | Да       | Да        |           |              |
| 1998   |                               | Un Embrujo                                |          |           | Да        |              |
| 2001   | Гръбнакът на дявола           | El espinazo del diablo                    | Да       | Да        | Да        |              |
| 2002   | Блейд 2                       | Blade II                                  | Да       |           |           |              |
| 2004   |                               | Crónicas                                  |          |           | Да        |              |
| 2004   | Хелбой                        | Hellboy                                   | Да       | Да        |           |              |
| 2006   | Лабиринтът на фавна           | El laberinto del fauno                    | Да       | Да        | Да        |              |
| 2008   |                               | Cosas insignificantes                     |          |           | Да        |              |
| 2008   | Хелбой 2: Златната армия      | Hellboy II: The Golden Army               | Да       | Да        |           |              |
| 2008   | Рудо и Курси                  | Rudo y Cursi                              |          |           | Да        |              |
| 2009   |                               | Rabia                                     |          |           | Да        |              |
| 2010   | Очите на Хулия                | Los ojos de Julia                         |          |           | Да        |              |
| 2011   | Не се плаши от тъмното        | Don't Be Afraid of the Dark               |          | Да        | Да        |              |
| 2012   | Хобит: Неочаквано пътешествие | The Hobbit: An Unexpected Journey         |          | Да        |           |              |
| 2013   | Огненият пръстен              | Pacific Rim                               | Да       | Да        | Да        |              |
| 2013   | Хобит: Пущинакът на Смог      | The Hobbit: The Desolation of Smaug       |          | Да        |           |              |
| 2014   | Книгата на живота             | The Book of Life                          |          |           | Да        |              |
| 2014   | Хобит: Битката на петте армии | The Hobbit: The Battle of the Five Armies |          | Да        |           |              |
| 2015   | Пурпурният връх               | Crimson Peak                              | Да       | Да        | Да        |              |
| 2017   | Формата на водата             | The Shape of Water                        | Да       | Да        | Да        |              |
| 2021   | Улицата на кошмарите          | Nightmare Alley                           | Да       | Да        | Да        |              |
| 2022   | Пинокио                       | Pinocchio                                 | Да       | Да        | Да        |              |
| 2025   | Франкенщайн                   | Frankenstein                              | Да       | Да        | Да        |              |

## Произведения

### Самостоятелни романи
- Don't Be Afraid of the Dark (2011) – с Кристофър Голдън и Трой Никси

### Серия „Напаст“ (Strain) – сЧък Хоган
1. The Strain (2009)
Заразата, изд. „Студио Арт Лайн: Про Филмс“ София (2009), прев. Валерий Русинов
2. The Fall (2010)
Падението, изд. „Студио Арт Лайн: Про Филмс“ София (2011), прев.
3. The Night Eternal (2011)
Вечната нощ, изд. „Студио Арт Лайн: Про Филмс“ София (2013), прев. Борис Шопов

### Серия „Ловци на тролове“ (Trollhunters) – сДаниъл Краус
1. Trollhunters (2015)

### Серия „Джон Сайлънс“ (John Silence) – с Чък Хоган
1. John Silence (2016)

### Документалистика
- The Monsters of Hellboy II (2008) – с Майк Минола
- Hellboy II: Art of the Movie (2008) – с Майк Минола
- Cabinet of Curiosities (2013)
- Guillermo del Toro Deluxe Hardcover Sketchbook (2015)

## Награди и отличия
Филмите на Дел Торо са номинирани и печелят следните отличия:
| Година | Заглавие                 | „Оскар“   | „Оскар“ | БАФТА     | БАФТА   | „Златен глобус“ | „Златен глобус“ | Други отличия |
| Година | Заглавие                 | Номинации | Награди | Номинации | Награди | Номинации       | Награди         |               |
| ------ | ------------------------ | --------- | ------- | --------- | ------- | --------------- | --------------- | ------------- |
| 2006   | Лабиринтът на фавна      | 6         | 3       | 8         | 3       | 1               |                 |               |
| 2008   | Хелбой 2: Златната армия | 1         |         |           |         |                 |                 |               |
| 2013   | Pacific Rim              |           |         | 1         |         |                 |                 |               |
| 2017   | Формата на водата        | 13        | 4       | 12        | 3       | 7               | 2               | „Златен лъв“  |
| 2021   | Улицата на кошмарите     | 4         |         | 3         |         |                 |                 |               |
| 2022   | Pinocchio                | 1         | 1       | 3         | 1       | 3               | 1               |               |
| Общо   | Общо                     | 25        | 8       | 27        | 7       | 11              | 3               |               |